# Suha (Ribčev Laz)
Suha je hudourniški potok, ki se v naselju Ribčev Laz v Bohinju kot desni pritok izliva v Savo Bohinjko. Teče po Bukovški dolini, njegova izvorna kraka, Velika Suha in Mala Suha pa izvirata pod pogorjem Vogel nad južno obalo Bohinjskega jezera.